# Stad

Mapa del municipio de Selje, en el límite externo de la península

Stad (también llamado Stadt, Statt o Stadlandet) es una pequeña península de Noruega que se adentra en aguas del mar de Noruega. Administrativamente, pertenece al municipios de Selje, del condado de Vestland. El lugar es famoso por tener un viento climático muy fuerte, siendo frecuentemente la velocidad del viento en este promontorio, la más alta registrada en Noruega.
A causa del severo clima, la península de Stad tiende a ser un obstáculo para el transporte marítimo a lo largo de la costa de Noruega. Es, entre otras cosas, el obstáculo principal al intentar establecer una ruta rápida de los barcos desde Bergen hasta Ålesund.
Actualmente, en vista de las características de la región, se encuentra en marcha el objetivo de crear el primer túnel para barcos del mundo, que será construido entre Kjødepollen y Moldefjorden, Stad, con la capacidad de permitir el paso de los buques de la línea de pasajeros y transporte noruega llamada Hurtigruten entre otras.

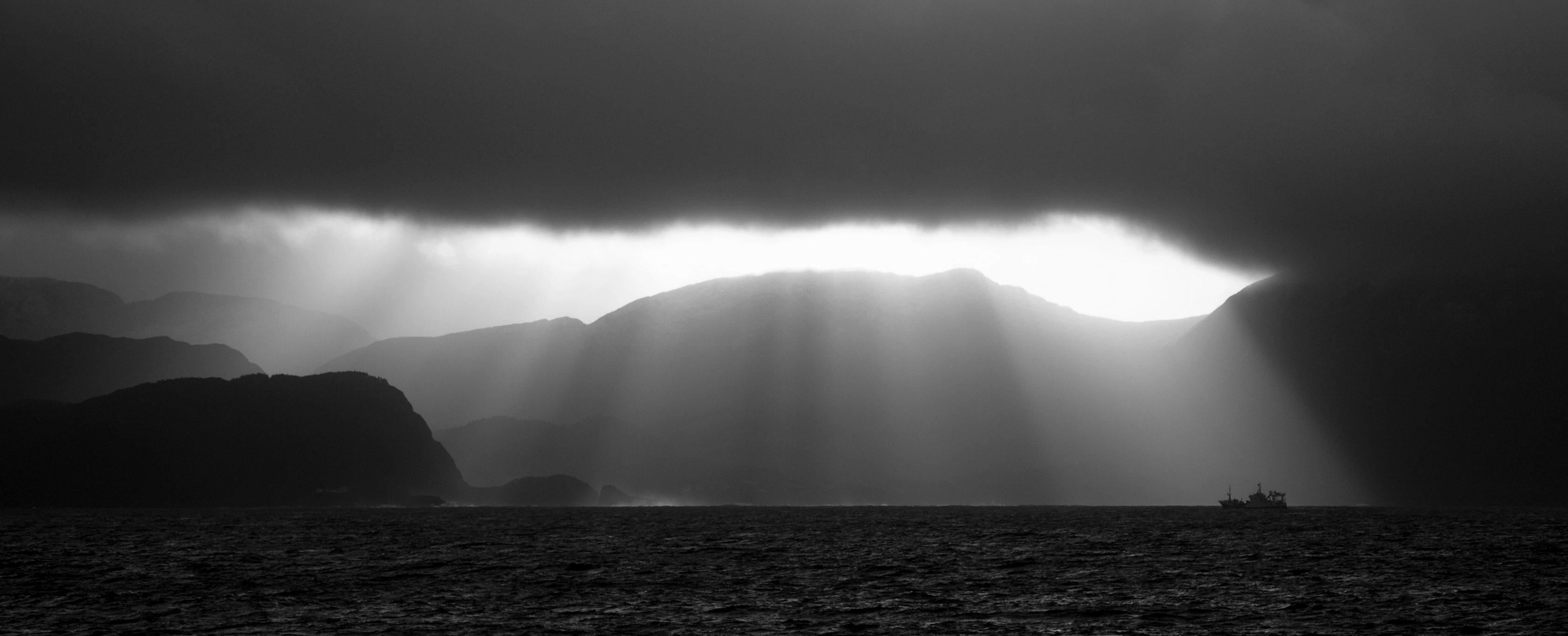
El mar en Indre Fure, en la peninsula de Stad
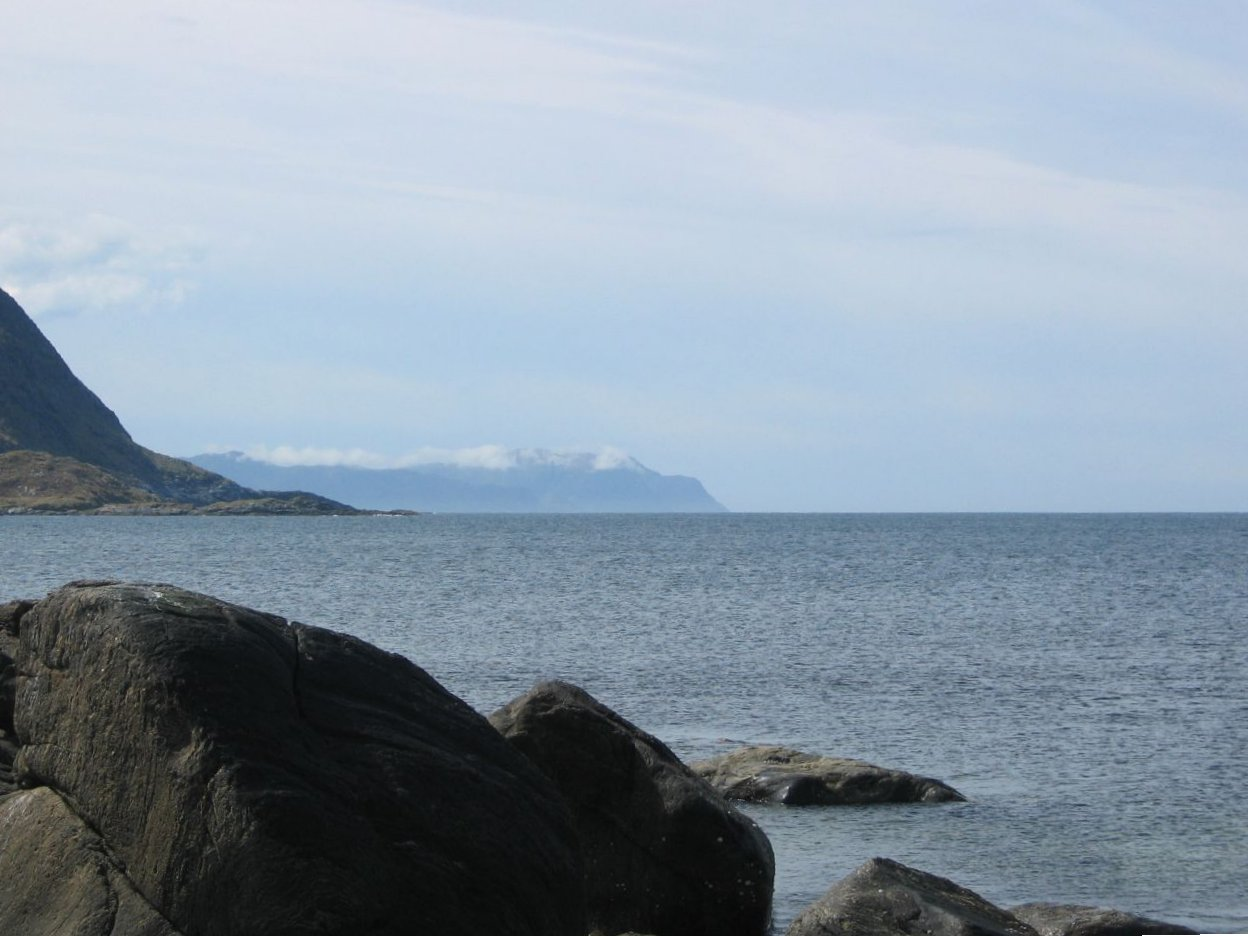
Vista de los acantilados al final de la peninsula de Stad
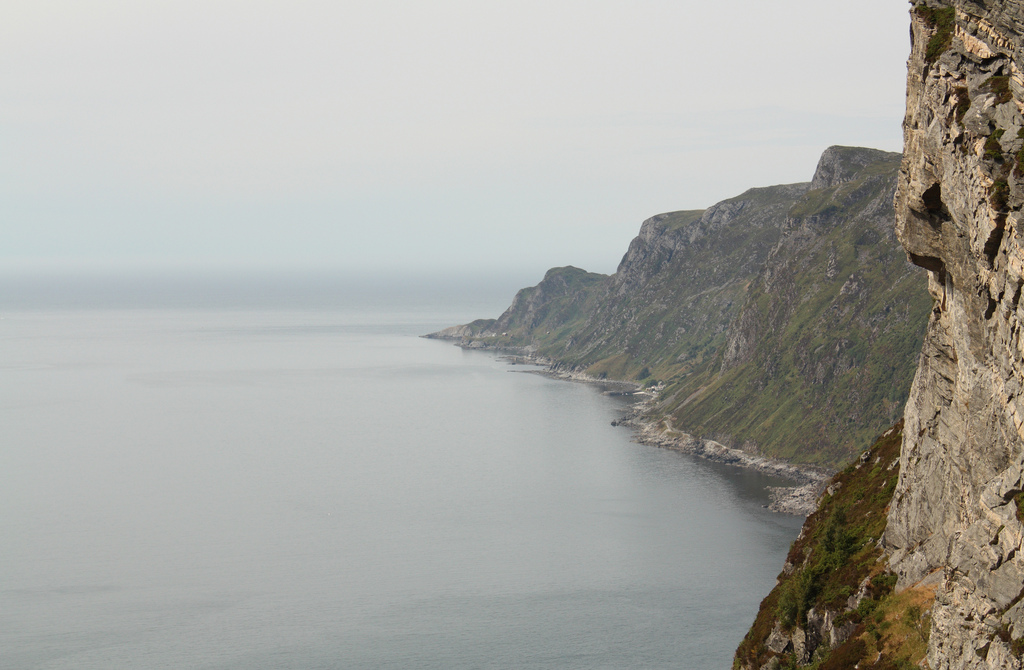
Vista de Fure en la distancia
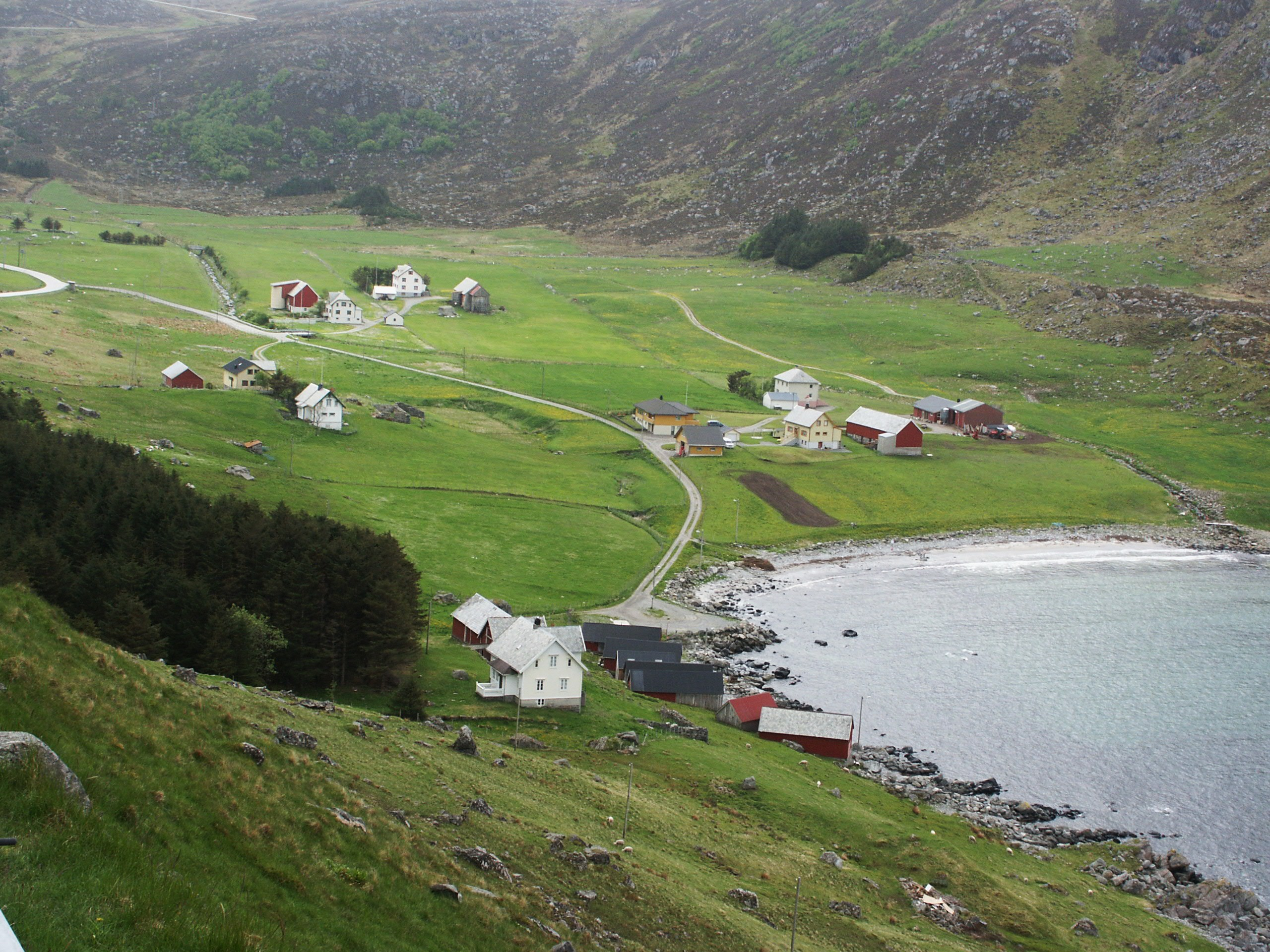
Årvik
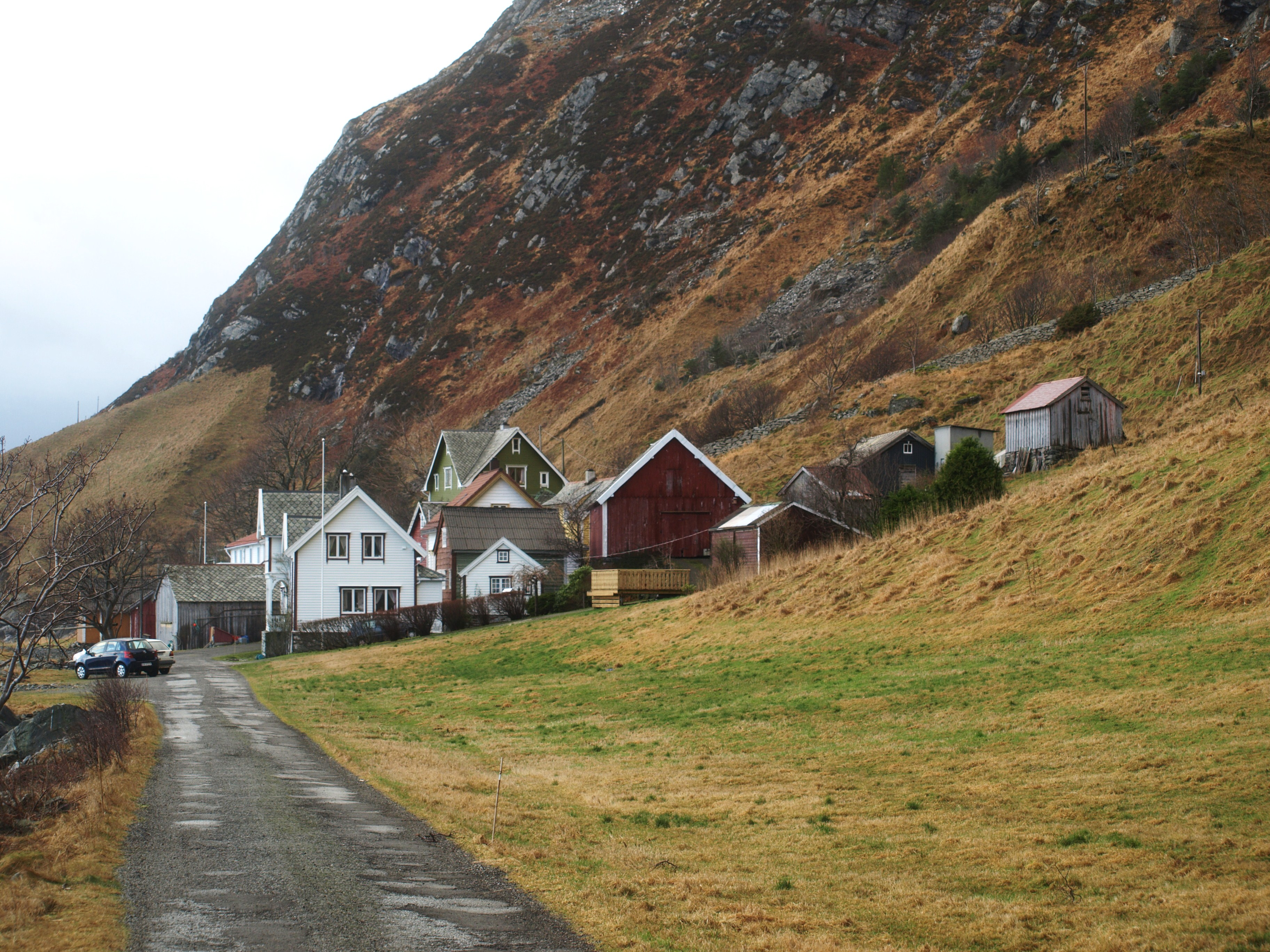
Indre Fure
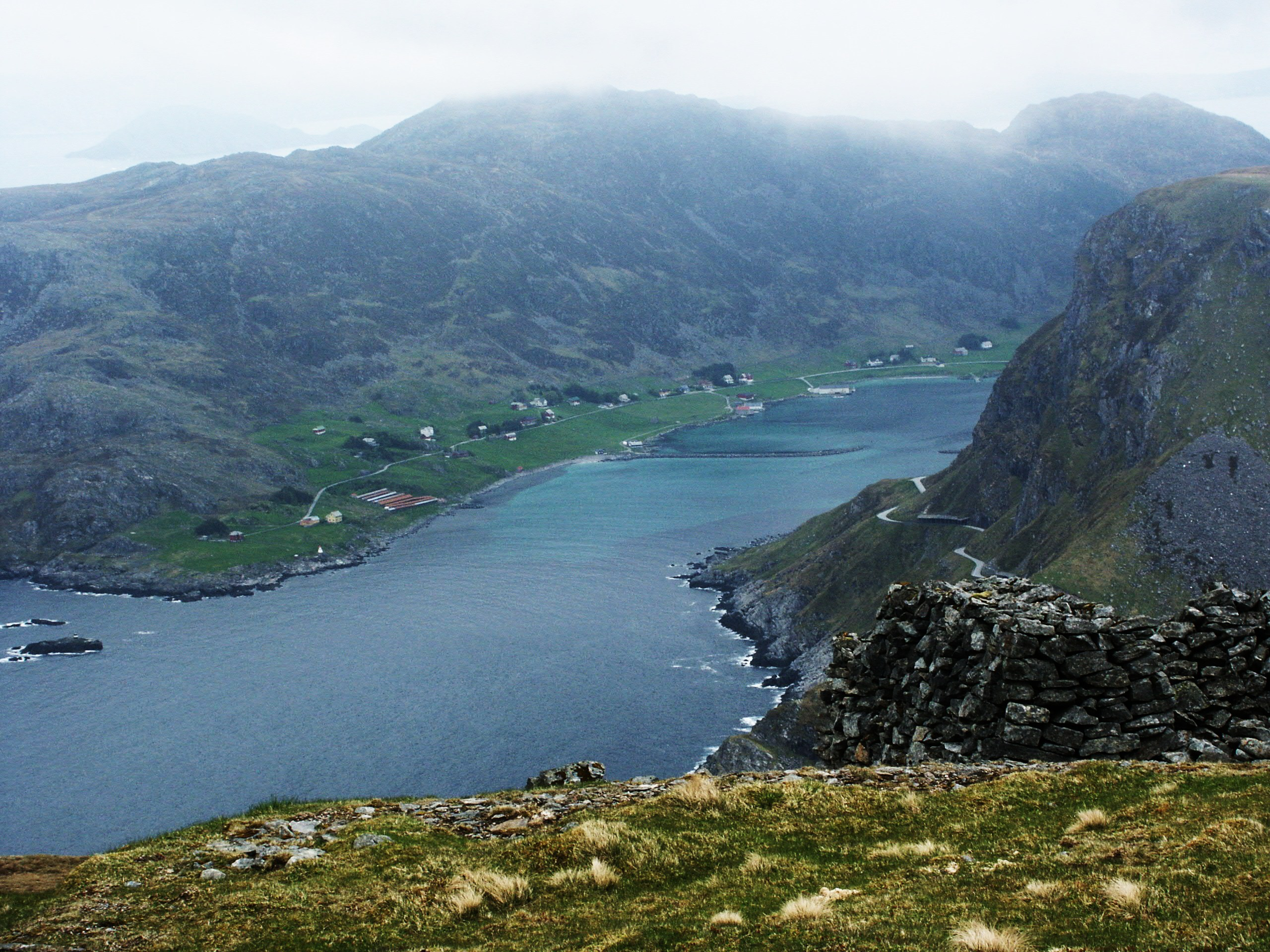
Honningsvåg
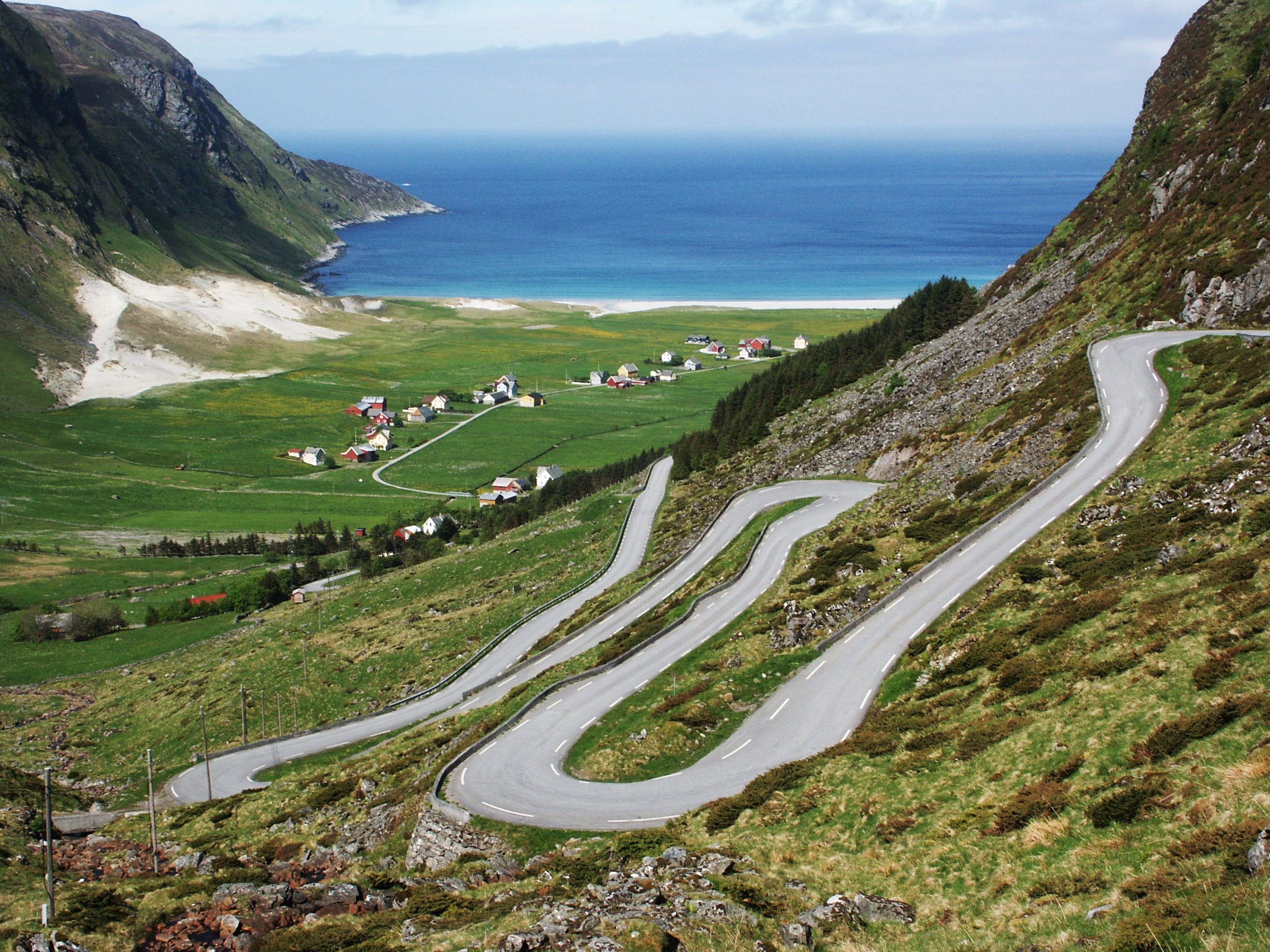
Hoddevik